# 바트잘츠데트푸르트

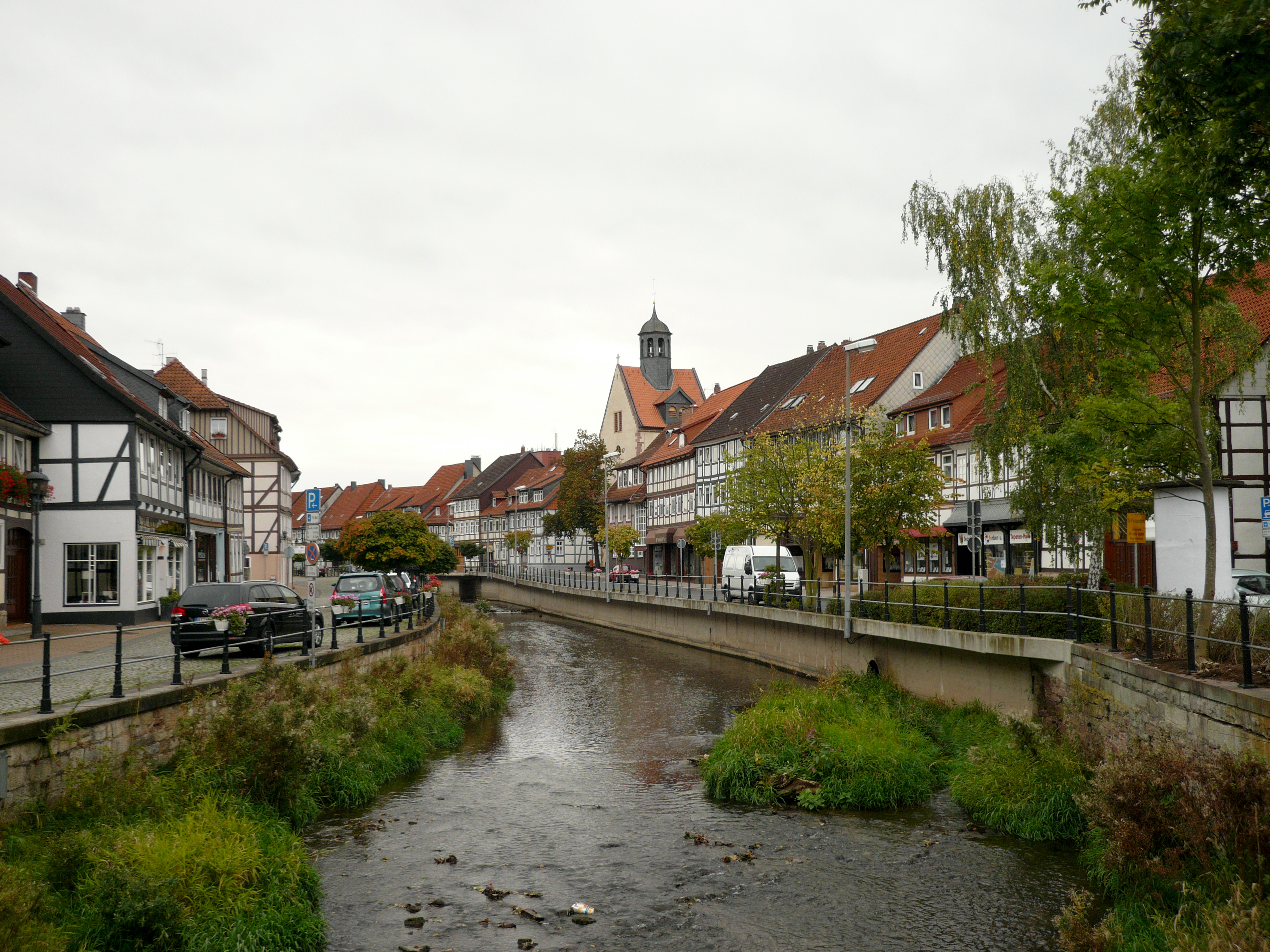
바트잘츠데트푸르트

바트잘츠데트푸르트(독일어: Oberkrämer)는 독일 니더작센주에 있는 도시이다. 이곳에서 가장 규모가 큰 교회는 성게오르크 개신교 교회로 1700년경 지어졌고 벽화가 있는 목재천정이 있다. 3m 높이의 서쪽 담장은 1738년 이곳을 할퀴고 지나간 대홍수의 흔적이 남아있다. 교회에는 1717년 제작된 바로크 양식의 제단과 1590년 제작된 오르간이 있다.